# 1115 Sabauda
1115 Sabauda је астероид главног астероидног појаса. Приближан пречник астероида је 68,82 ,
а средња удаљеност астероида од Сунца износи 3,101 астрономских јединица (АЈ).
Инклинација (нагиб) орбите у односу на раван еклиптике је 15,264 степени, а орбитални период износи 1995,505 дана (5,463 година). Ексцентрицитет орбите астероида износи 0,168.
Апсолутна магнитуда астероида износи 9,30 а геометријски албедо 0,071.
Астероид је откривен 13. децембра 1928. године.